# Femminismo marxista
Il femminismo marxista è incentrato sull'indagare e spiegare i modi in cui le donne sono oppresse attraverso i sistemi del capitalismo e della proprietà privata. Questa posizione sul dibattito dell'uguaglianza di genere perora la liberazione delle donne attraverso una radicale ristrutturazione dell'economia capitalista nella quale, si sostiene, gran parte del lavoro femminile non è compensato.

## Sfondo teorico nel marxismo
Il lavoro influente di Karl Marx e Friedrich Engels nel Manifesto del partito comunista pose le basi per alcuni dei primi discorsi sul rapporto tra capitalismo e oppressione. La teoria e il metodo di studio sviluppato da Marx, definito materialismo storico, riconosce i modi in cui i sistemi economici strutturano la società nel suo insieme e influenzano la vita e l'esperienza quotidiana. Il materialismo storico pone una forte enfasi sul ruolo dei fattori economici e tecnologici nel determinare la struttura di base della società. La struttura di base prescrive una serie di sistemi e istituzioni volte a far avanzare gli interessi di chi detiene il potere, spesso a costo di sfruttare la classe lavoratrice. Marx sostenne che questi sistemi sono stabiliti dalla classe dominante in conformità con il loro bisogno di mantenere o aumentare il conflitto di classe per rimanere al potere. Tuttavia, Marx riconosce anche le possibili conseguenze che l'organizzazione e l'azione collettiva delle classi inferiori possa produrre una nuova classe dominante. Come sostenne Vladimir Lenin: "l'organizzazione della coscienza socialista da parte di un partito d'avanguardia è vitale per il processo rivoluzionario della classe lavoratrice".
Nel 1884 Engels pubblicò L'origine della famiglia, della proprietà privata e dello Stato in cui viene spiegato che: il passaggio dal feudalesimo alla proprietà privata della terra ha avuto un enorme effetto sullo status delle donne. In un sistema di proprietà privata, gli individui che non possiedono terra o altri mezzi di produzione si trovano in una situazione che Engels  paragona alla schiavitù - devono lavorare per i proprietari della terra solo per poter vivere all'interno del sistema della proprietà privata. La transizione a questo tipo di sistema ha portato alla creazione di un vero e proprio sistema pubblico e privato che ha assegnato l'accesso al lavoro salariato in modo sproporzionato agli uomini.
Engels sostenne che la subordinazione di una donna non è il risultato della sua disposizione biologica, ma dei rapporti sociali, e che gli sforzi degli uomini per raggiungere le loro richieste di controllo del lavoro femminile e delle facoltà sessuali sono gradualmente diventati istituzionalizzati nella famiglia nucleare. Attraverso una prospettiva storica marxista, Engels analizza i fenomeni sociali diffusi associati alla moralità sessuale femminile, come la fissazione sulla verginità e la purezza sessuale, l'incriminazione e la punizione violenta delle donne che commettono adulterio, e chiede alle donne di essere sottomesse ai loro mariti. In definitiva, Engels riconduce questi fenomeni al recente sviluppo del controllo esclusivo della proprietà privata da parte dei patriarchi della nascente classe di proprietari di schiavi nell'antico modo di produzione, e al desiderio di assicurarsi che la loro eredità sia trasmessa solo alla loro progenie. Castità e la fedeltà viene premiata, afferma Engels, perché garantisce l'accesso esclusivo alla facoltà sessuale e riproduttiva delle donne possedute da uomini appartenenti alla "classe proprietaria della proprietà".
Come tale, l'oppressione di genere è strettamente correlata all'oppressione di classe e il rapporto tra uomini e donne nella società è simile ai rapporti tra proletariato e borghesia. A questo proposito, la subordinazione delle donne è una funzione dell'oppressione di classe, mantenuta (come il razzismo) perché serve gli interessi del capitale e della classe dominante; divide gli uomini contro le donne, privilegia gli uomini della classe operaia all'interno del sistema capitalista per assicurarsi il loro sostegno; e legittima il rifiuto della classe capitalista di pagare per il lavoro domestico assegnato, non retribuito, alle donne.

## Lavoro produttivo e riproduttivo
Nel sistema capitalista esistono due tipi di lavoro, una divisione sottolineata da femministe marxiste come Margaret Benston e Peggy Morton. Il primo è produttivo, in cui il lavoro produce beni o servizi che hanno valore monetario nel sistema capitalista e sono quindi compensati dai produttori sotto forma di salario pagato. La seconda forma di lavoro è riproduttiva, che è associata alla sfera privata e coinvolge tutto ciò che le persone devono fare per se stesse senza avere lo scopo di ricevere un salario (cioè pulire, cucinare, avere figli...). Entrambe le forme di lavoro sono necessarie, ma le persone hanno un approccio diverso a queste forme di lavoro basate su determinati aspetti della loro identità. Le donne sono assegnate alla sfera domestica dove il lavoro è riproduttivo e quindi non compensato e non riconosciuto in un sistema capitalista. È nell'interesse di entrambe le istituzioni (pubbliche e private) sfruttare il lavoro delle donne come metodo economico per sostenere una forza lavoro. Per i produttori, questo significa maggiori profitti. Per la famiglia nucleare la dinamica del potere impone che il lavoro domestico sia completato esclusivamente dalla donna della famiglia, liberando così il resto dei membri dal loro necessario lavoro riproduttivo. Le femministe marxiste sostengono che l'esclusione delle donne dal lavoro produttivo (a favore di quello riproduttivo) porta al controllo maschile sia in ambito privato che pubblico.

### Retribuzione per il lavoro domestico
Concentrandosi sull'esclusione dal lavoro produttivo come la più importante fonte di oppressione femminile alcune femministe marxiste dedicarono il loro attivismo alla lotta per l'inclusione del lavoro domestico all'interno dell'economia capitalista. L'idea di creare un lavoro compensato era presente negli scritti socialisti di Charlotte Perkins Gilman che sostenevano che l'oppressione delle donne derivava dall'essere forzata nella sfera privata. Gilman ha proposto che le condizioni per le donne sarebbero migliorate se il loro lavoro privato fosse localizzato, riconosciuto e valutato nella sfera pubblica.
Forse il più influente degli sforzi per compensare il lavoro riproduttivo è stata la campagna dei salari internazionali per i lavori domestici lanciata in Italia nel 1972 da membri del Collettivo femminista internazionale. Molte di queste donne, tra cui Selma James, Mariarosa Dalla Costa, Brigitte Galtier e Silvia Federici hanno pubblicato una serie documenti per promuovere il loro messaggio in ambito accademico e pubblico. Nonostante gli sforzi iniziali con un gruppo relativamente piccolo di donne in Italia, la campagna Wages for Housework ha avuto successo nelle mobilitazioni a livello internazionale. Il gruppo Wages for Housework è stato fondato a Brooklyn, New York con l'aiuto di Federici. Come riconosce Heidi Hartmann, gli sforzi di questi movimenti, anche se alla fine falliti, hanno generato un discorso importante sul valore delle faccende domestiche e sulla loro relazione con l'economia.

### Condividere la responsabilità del lavoro riproduttivo
Un'altra soluzione proposta dalle femministe marxiste è quella di liberare le donne dal loro legame forzato con il lavoro riproduttivo. Nella sua critica ai tradizionali movimenti femministi marxisti, come la campagna Wages for Housework di Heidi Hartmann, sostiene che questi sforzi "prendono come questione la relazione delle donne con il sistema economico, piuttosto che con quella delle donne rispetto agli uomini". Sempre Hartmann crede che il discorso tradizionale abbia ignorato l'importanza dell'oppressione delle donne in quanto donne e si sia invece concentrato sull'oppressione delle donne come membri del sistema capitalista. Allo stesso modo, Gayle Rubin, che esposto una serie di argomenti tra cui il sadomasochismo, la prostituzione, la pornografia e la letteratura lesbica nonché diversi studi antropologici e storie di sottoculture sessuali, è salito alla ribalta attraverso il suo saggio del 1975 The Traffic in Women: Note sul 'Economia politica' del sesso, in cui conia l'espressione "sistema sesso/genere" e critica il marxismo per quello che sostiene essere la sua analisi incompleta del sessismo sotto il capitalismo, senza liquidare o smantellare i fondamenti marxisti nel processo.
Più recentemente, molte femministe marxiste hanno spostato la loro attenzione sui modi in cui le donne sono potenzialmente in condizioni peggiori dopo aver ottenuto l'accesso al lavoro produttivo. Nancy Folbre propone che i movimenti femministi inizino a focalizzarsi sullo status subordinato delle donne agli uomini sia nella sfera riproduttiva (privata), sia nei luoghi di lavoro (sfera pubblica). In un'intervista del 2013, Silvia Federici esorta i movimenti femministi a considerare il fatto che molte donne sono ora costrette a un lavoro produttivo e riproduttivo. Federici sostiene che l'emancipazione delle donne non può ancora verificarsi finché non sono esenti dai loro fardelli di lavoro non salariato, che implicherà cambiamenti istituzionali come la chiusura del divario salariale e l'attuazione dei programmi di assistenza all'infanzia sul posto di lavoro.

## Intersezionalità e femminismo marxista
Con l'emergere dell'intersezionalità come una teoria ampiamente diffusa del femminismo attuale, le femministe marxiste hanno ampliato la loro attenzione per includere persone che avrebbero un alto rischio di sfruttamento in un sistema capitalista, pur rimanendo critiche nei confronti della teoria dell'intersezionalità per fare affidamento sulla politica dell'identità borghese. L'attuale organizzazione Radical Women fornisce un chiaro esempio di integrazione riuscita degli obiettivi del femminismo marxista senza trascurare l'identità più suscettibili allo sfruttamento. Sostengono che l'eliminazione dell'economia capitalista basata sul profitto eliminerà la motivazione per il sessismo, il razzismo, l'omofobia e le altre forme di oppressione.

## Critiche marxiste-femministe di altri rami del femminismo
Clara Zetkin e Alexandra Kollontai si opposero a forme di femminismo che si basano sullo status di classe. Non vedono una reale possibilità di unirsi attraverso la disuguaglianza economica perché sarebbe estremamente difficile per una donna della classe superiore capire veramente le lotte della classe operaia.
(Alexandra Kollontai)
Critici come Kollontai ritenevano che il femminismo liberale avrebbe minato gli sforzi del marxismo per migliorare le condizioni per la classe operaia. I marxisti sostennero il programma politico più radicale di liberazione delle donne attraverso la rivoluzione socialista, con un'enfasi speciale sul lavoro tra le donne e il mutare materialmente le loro condizioni dopo la rivoluzione. Ulteriori metodi di liberazione supportati dalle femministe marxiste includono richieste radicali coniate come "Richieste utopistiche" da Maria Mies. Questa indicazione della portata della rivoluzione richiesta per promuovere il cambiamento afferma che chiedere qualcosa di meno della riforma completa produrrà soluzioni inadeguate alle questioni a lungo termine.